# Есмахан, Бауыржан Абдрашулы
Бауыржа́н Абдра́шулы Есмаха́н (каз. Бауыржан Әбдірашұлы Есмахан; род. 6 июля 1975 года) — казахстанский исламский религиозный деятель, один из заместителей председателя (наиб-муфтий) религиозной организации «Духовное управление мусульман Казахстана». Ранее был главным имамом Актюбинской области и директором департамента по делам религий Актюбинской области. Старший брат известной казахстанской певицы Ерке Есмахан.

## Биография
Бауыржан Есмахан родился 6 июля 1975 года. Происходит из рода торткара племени алимулы. Получил исламское образование в Стамбуле (Турция). В 2008 году окончил Актюбинский государственный университет имени К. Жубанова по специальности «Правоведение». Долгое время являлся представителем Духовного управления мусульман Казахстана в Актюбинской области, был главным имамом самой крупной мечети Актобе — мечети Нур Гасыр.
Со снятием Бауыржана Есмахана с должности главного имама Актюбинской области связан скандал — он отказался подчиниться требованию покинуть этот пост и отправиться на службу в Кызылорду. После этого Есмахан был назначен директором департамента по делам религий Актюбинской области, а место имама занял Абдимутали Дауренбеков.
Ныне является одним из трёх заместителей председателя (наиб-муфтий) религиозной организации «Духовное управление мусульман Казахстана».